# 앙투안 뒤퐁
앙투안 뒤퐁(프랑스어: Antoine Dupont, 1996년 11월 25일~)은 프랑스의 럭비 유니언 선수로 포지션은 스크럼 하프이다. 현재 프랑스 톱 14의 스타드 툴루쟁과 프랑스 럭비 유니언 국가대표팀 소속으로 뛰고 있으며 두 팀의 주장을 맡고 있다.
2021년 월드 럭비 올해의 선수 수상자이며 식스 네이션스 최우수 선수상을 총 3회 수상하여 프랑스 선수로는 최다 수상 기록을 보유하고 있다. 또한 톱 14 우승 4회, 유럽 럭비 챔피언스컵 2회, 식스 네이션스 그랜드슬램 1회, 2024년 하계 올림픽 7인제 우승 1회를 차지했다.